# Грузское (Краснодарский край)
Грузское — село в Крыловском районе Краснодарского края.
Входит в состав Новопашковского сельского поселения.

## География

### Улицы
- ул. Пушкина,
- ул. Трудовая.

## Население
| 2002 | 2010 |
| ---- | ---- |
| 190  | ↗203 |